# Jet Dubbeldam
Henriëtte Elisabeth „Jet“ Dubbeldam (* 14. Dezember 1930 in Hengelo; † 13. März 2018) war eine niederländische Organistin und Musikpädagogin.
Dubbeldam, die seit 1938 in Rotterdam lebte, hatte von 1946 bis 1949 Orgelunterricht bei Wim Kooij und studierte von 1949 bis 1954 am Konservatorium der Stadt Orgel bei Piet van den Kerkhoff und Klavier bei Anton van de Rosière. Als erste niederländische Organistin wurde sie 1958 mit dem Prix d’Excellence ausgezeichnet. Ab 1952 war sie Assistentin ihres Lehrers Van den Kerkhoff als Organistin an der Orgel im Bürgersaal des Stadthauses von Rotterdam. 1968 folgte sie ihm als Stadtorganistin nach. Diesen Posten hatte sie bis 1996 inne.
Ab 1959 war Dubbeldam Dozentin für Orgel an der Musikschule von Rotterdam und an der Vorschule des Konservatoriums der Stadt. Von 1968 bis 1992 war sie Orgeldozentin am Rotterdamer Konservatorium. Daneben war sie Organistin an verschiedenen Kirchen: an der Lutherse Kerk in Schiedam (1951–54), der Gereformeerde Kerk in der Rotterdamer Franselaan (1954–57), der Duitse Kerk an der Zwarte Paardenstraat (1957–74), an der Gereformeerde Nieuwe Oosterkerk und zuletzt von 1988 bis 2013 an der Bergsingelkerk. Für ihre kulturellen Verdienste zeichnete sie die Stadt Rotterdam 2013 mit der Erasmus-Nadel aus. Im gleichen Jahr erhielt sie das Goldene Abzeichen der Vereniging vor Kerkrentmeesterlijk Beheer in de Protestantse Kerk in Nederland.